# 1887 في إسبانيا
فيما يلي قوائم الأحداث التي وقعت خلال عام 1887 في إسبانيا.

## سياسة

### انتهاء فترة المنصب
- 19 سبتمبر – نيكولاس سالميرون عضو مجلس النواب الإسباني  [لغات أخرى]‏.

## كتب
من الكتب التي صدرت هذه السنة في إسبانيا:
- 1 يناير – فورتوناتا وخثينتا من تأليف بينيتو بيريث جالدوس.

## مواليد

### يناير
- 1 يناير – كارلس كومامالا لاعب كرة قدم إسباني.

### مارس
- 23 مارس – خوان غريس رسام إسباني.
- 31 مارس – أماديو غارسيا لاعب كرة قدم إسباني.

### مايو
- 19 مايو – غريغوريو مارانيون

### سبتمبر
- 13 سبتمبر – رامون غراو

### ديسمبر
- 23 ديسمبر – بيكتوريو ماتشو نحات إسباني.

## وفيات

### نوفمبر
- 18 نوفمبر – خوان الثالث دوق مونثون (مواليد 1822) مصور إسباني.